# 塔台

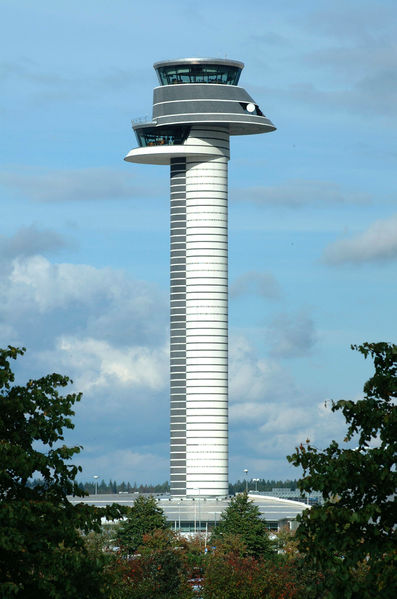
斯德哥爾摩-阿蘭達機場的塔台

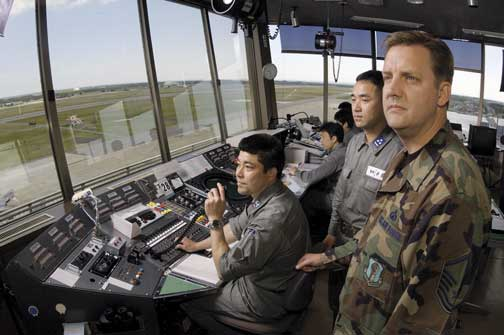
日本三澤飛行場的塔台內部

塔台在此主要解釋航空交通管制塔（大型火車調車場、港口等設施亦設有塔台），是一種設置於機場中的航空交通管制設施，用來監看以及控制飛機起降的地方。世界上大部分的機場都設有塔台，或是使用命令頻率（mandatory frequency），只有少數最忙碌的機場擁有需要設置塔台的航班流量，但也有些機場會在特別活動期間（例如奧旭寇旭航空秀）暫時啟用塔台。
通常塔台的高度必須超越機場內其他建築，以便讓航空管制員能看清楚機場四周的動態，但臨時性的塔台裝備可以從拖車或遠端無線電來操控。完整的塔台建築，最高的頂樓通常是四面皆為透明的窗戶，能保持360度的視野。中等流量的機場塔台可能僅由一名航管人員負責，並且塔台不一定會每天24小時開放。流量較大的機場，通常會有能容納許多航管人員和其他工作人員的空間，塔台也會保持一年365天，每天24小時開放。
在航空母艦和兩棲突擊艦上，艦島上的艦橋採雙層式構造，下層為航海甲板供艦艇航行，而上層則是引導艦載機起降的塔台，比照空軍基地管理。

## 設備
塔台通常包含以下設備：
- 能與飛機內通訊的無線電設備，連結到航管人員麥克風、揚聲器或收話器；
- 可用快速播號連絡的內線及外線電話系統，以便讓航管人員能和彼此以及外面的人員通話；
- 能張貼飛航管制紀錄條（flight progress strip）的公告板（部份機場已經使用電腦化的系統取代）；
- 能發出強光的「光槍」，當無線電損壞或失效時，即可用飛航管制燈光信號與飛機駕駛員溝通；
- 風向和氣壓儀表。
- 機場旋轉燈(白綠二色，每10秒旋轉一次)。
- 機場旋轉燈(白聯閃光燈，每20秒連閃2次)。

部份塔台還會包含以下設備：
- 機場交通監視器，是一種小型的雷達顯示器，能顯示機場附近的飛機位置。
- 地面活動雷達，能顯示機場內飛機和車輛的位置，在夜晚或視線不佳時能幫助航管人員辨認。
- 電腦化的氣象、航班資訊以及簡報系統。

## 紀錄
目前，世界地處最高的塔台是溫哥華港控制塔（Vancouver Harbour Control Tower），位在加拿大溫哥華加連威老廣場的頂部，離地面約142（466英尺）。
而建築本身最高的塔台（全部都含有天线）前三十七名：
- 第一名： 马来西亚 吉隆坡國際機場第二塔臺（134米）[2]
- 第二名： 泰國 曼谷素万那普國際机场塔臺（132米）
- 第三名： 马来西亚 吉隆坡國際機場第一塔臺（130米）[2]
- 第四名： 美国 亚特兰大国际机场塔台（121米）[3]
- 第五名： 日本 东京羽田国际机场塔台（116米）
- 第六名： 中国 武汉天河国际机场塔台（114.95米）[4]
- 第七名： 中国 广州白云国际机场塔台（112米）[5]
- 第八名： 中国 海口美兰国际机场塔台（108.5米）[6]
- 第九名： 美国 拉斯维加斯哈里·瑞德国际机场塔台（107米）[7]
- 第十名： 中国 上海浦东国际机场塔台（102米）[8]
- 第十一名： 印度 新德里英迪拉·甘地国际机场塔台（101.9米）
- 第十二名： 荷蘭 阿姆斯特丹斯希普霍尔国际机场塔台（101米）[9][10]
- 第十三名： 美国 盐湖城国际机场塔台（100米）[11]
- 第十四名： 中国 西安咸阳国际机场塔台（99.9米）[12]
- 第十五名： 中国 成都天府国际机场1号塔台（99.9米）[13]
- 第十六名： 中国 乌鲁木齐天山国际机场北航站区塔台（99.9米）[14]
- 第十七名： 中国 北京首都国际机场西塔台（99.5米）[15]
- 第十八名： 中国 昆明长水国际机场塔台（99米）[16]
- 第十九名： 中国 厦门翔安国际机场塔台（99米）[17]
- 第二十名： 中国 深圳宝安国际机场塔台（98米）[18]
- 第二十一名： 美国 纽约肯尼迪国际机场塔台（97.84米）[19]
- 第二十二名： 中国 福州长乐国际机场新塔台（97.2米）[20]
- 第二十三名： 中国 重庆江北国际机场塔台（96.5米）[21]
- 第二十四名： 中国 郑州新郑国际机场塔台（93.5米）[22]
- 第二十五名： 中国 青岛胶东国际机场塔台（93.1米）[23]
- 第二十六名： 中国 南京禄口国际机场塔台（93米）[24]
- 第二十七名： 挪威 奥斯陆加勒穆恩国际机场塔台（91米）[25]
- 第二十八名： 瑞典 斯德哥尔摩-阿兰达国际机场塔台（90米）
- 第二十九名： 土耳其 伊斯坦布尔新国际机场塔台（90米）[26][27][28]
- 第三十名： 中国 南宁吴圩国际机场塔台（89米）[29]
- 第三十一名： 中国 鄂州花湖机场塔台（89米）[30]
- 第三十二名： 日本 东京成田国际机场塔台（87.3米）[31]
- 第三十三名： 英国 伦敦希思罗国际机场塔台（87米）
- 第三十四名： 阿联酋 迪拜国际机场塔台（87米）[32]
- 第三十五名： 日本 名古屋中部国际机场塔台（86.75米）[33]
- 第三十六名： 日本 大阪关西国际机场塔台（86.4米）[註 1][34][註 2]
- 第三十七名： 印度 孟买贾特拉帕蒂·希瓦吉国际机场塔台（85米）
- 第三十八名： 中国 天津滨海国际机场塔台（84.7米）[35]
- 第三十九名： 中国 榆林榆阳机场塔台（84.4米）[36]
- 第四十名： 美国 洛杉矶国际机场塔台（84米）[37]
- 第四十一名： 中国 珠海金湾机场新塔台（81.8米）[38]
- 第四十二名： 中国 北京首都国际机场东塔台（80米）[39]

## 圖像

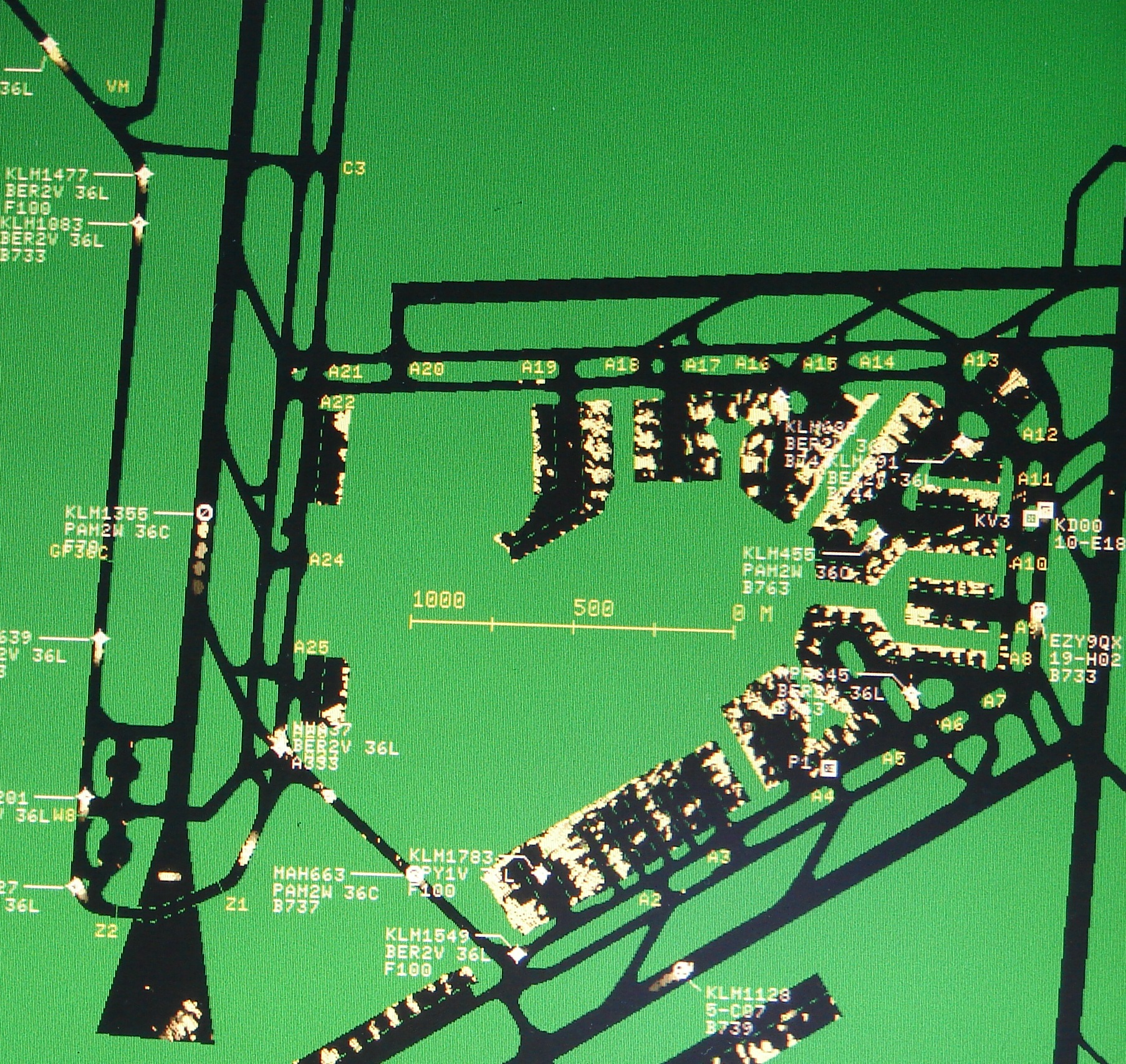
地面平面雷達，幫助夜間和能見度低時飛機的起降
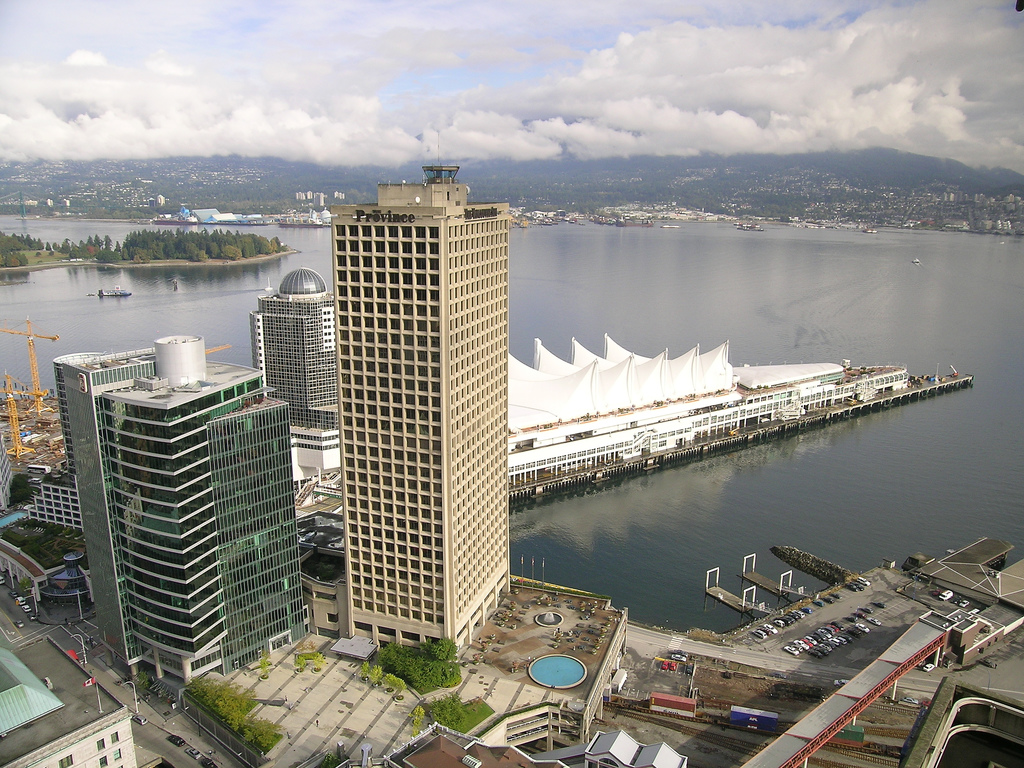
加拿大温哥华港控制塔，位于温哥华加连威老广场顶部
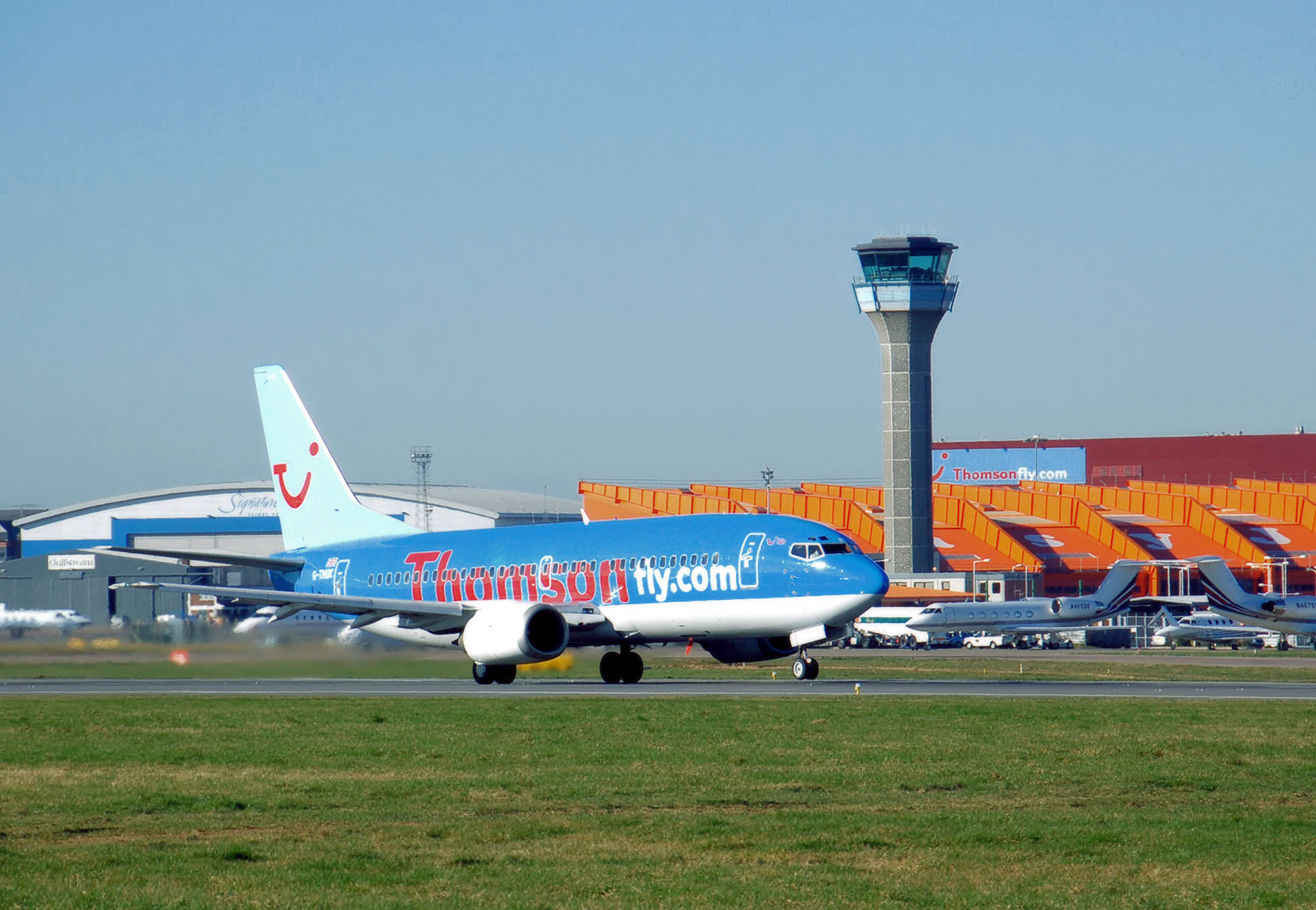
英国倫敦盧頓機場
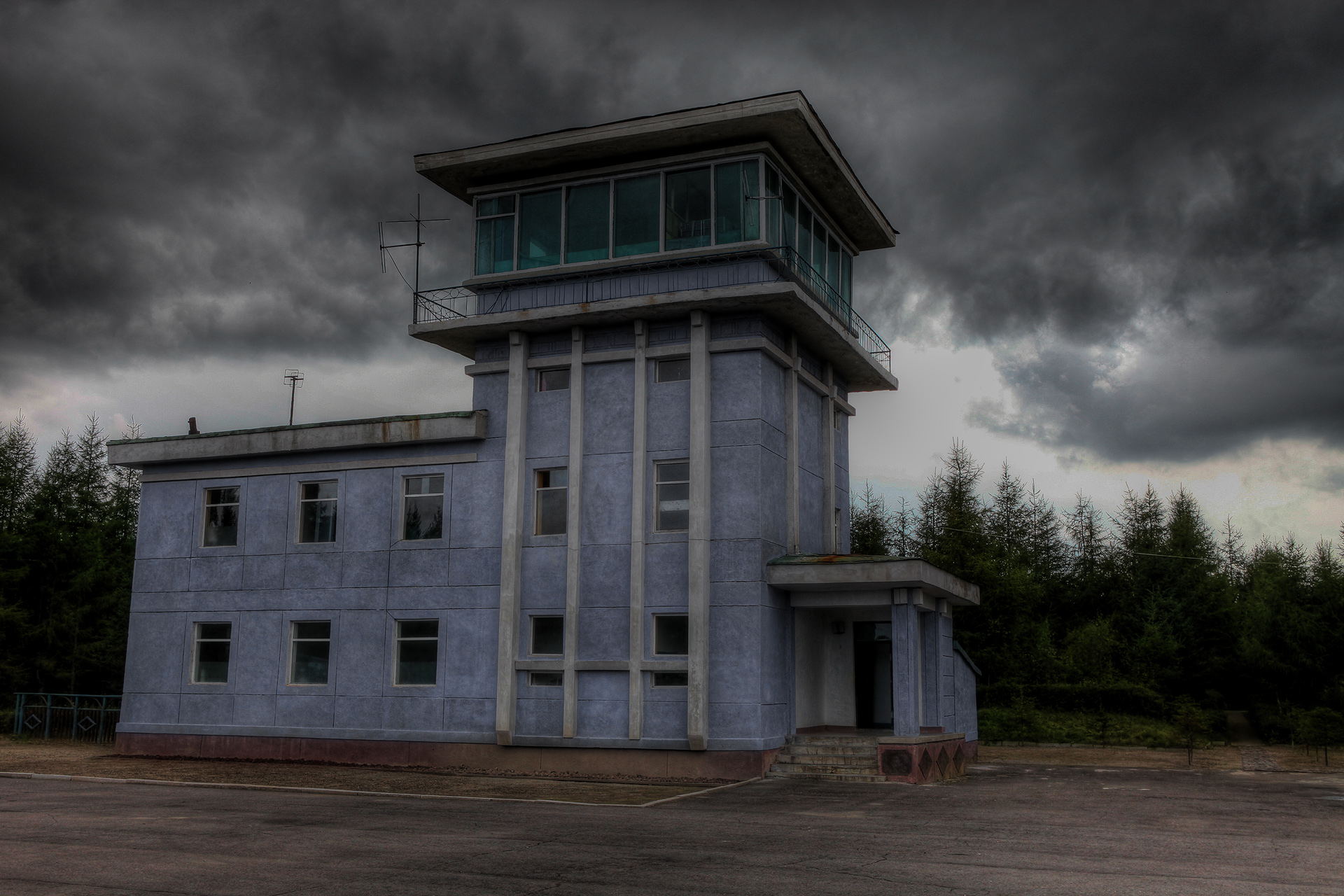
北韓三池淵機場塔台
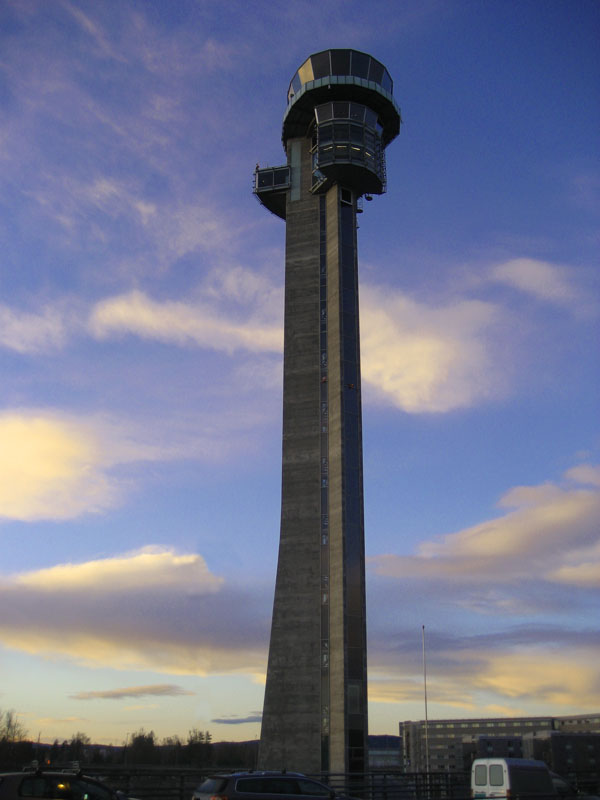
挪威奧斯陸加勒穆恩機場
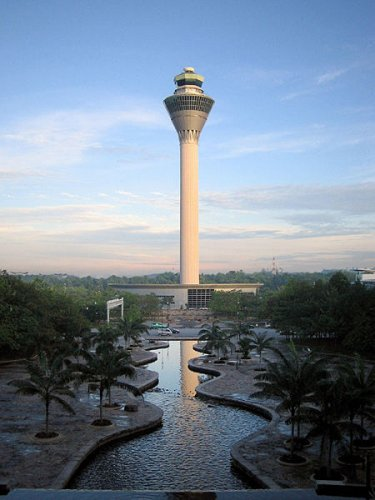
马来西亚吉隆坡國際機場第一塔臺
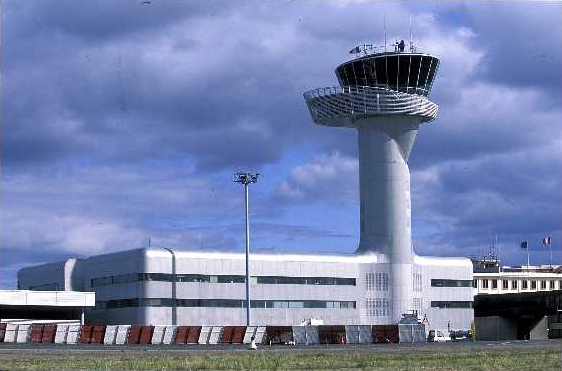
波尔多
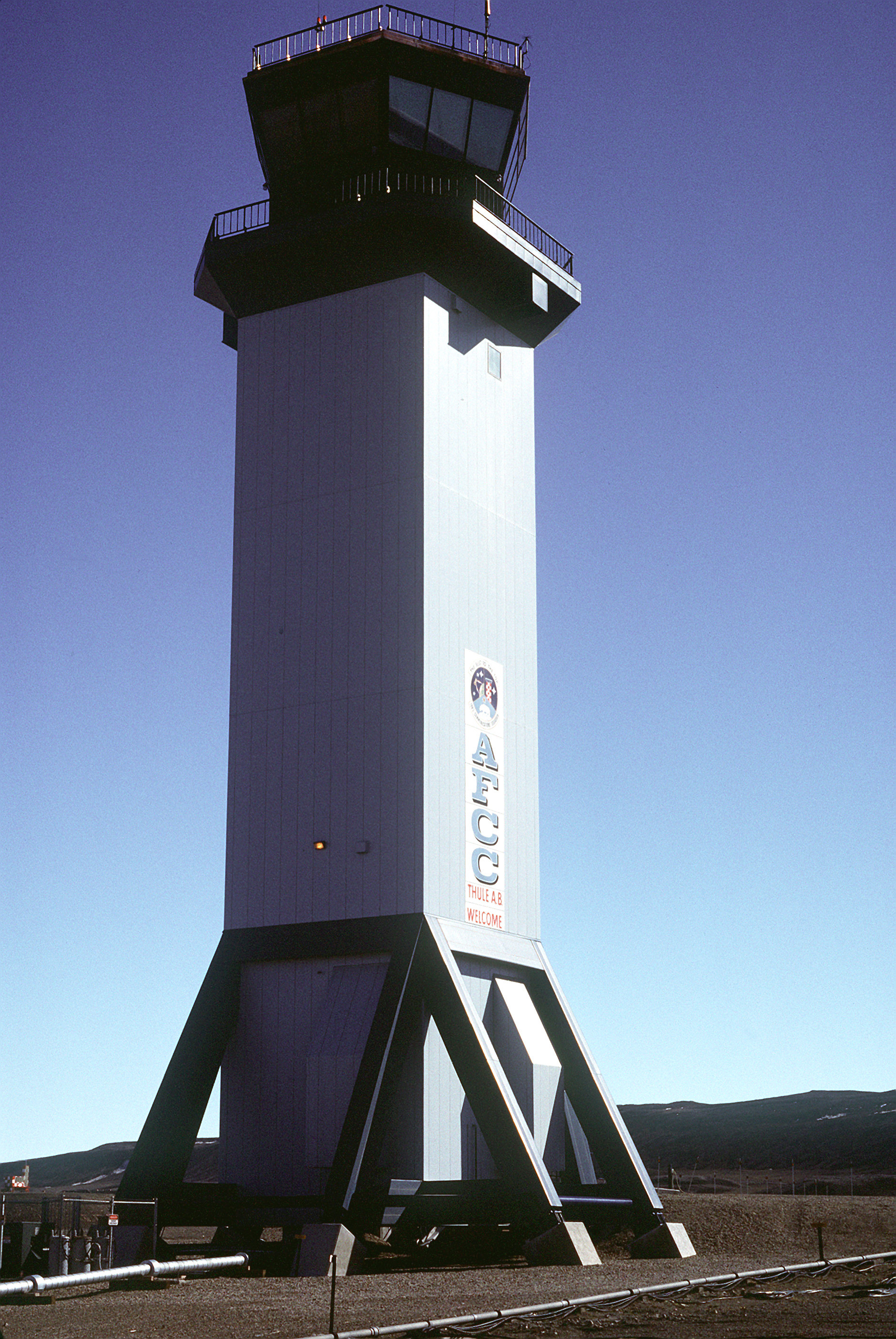
極地圖勒空軍基地戰術塔台
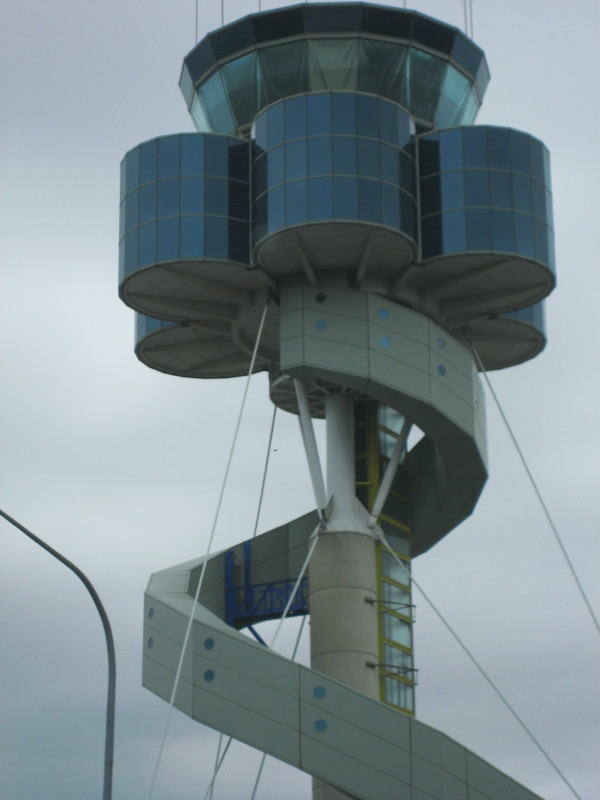
悉尼金斯福德·史密斯国际机场塔台
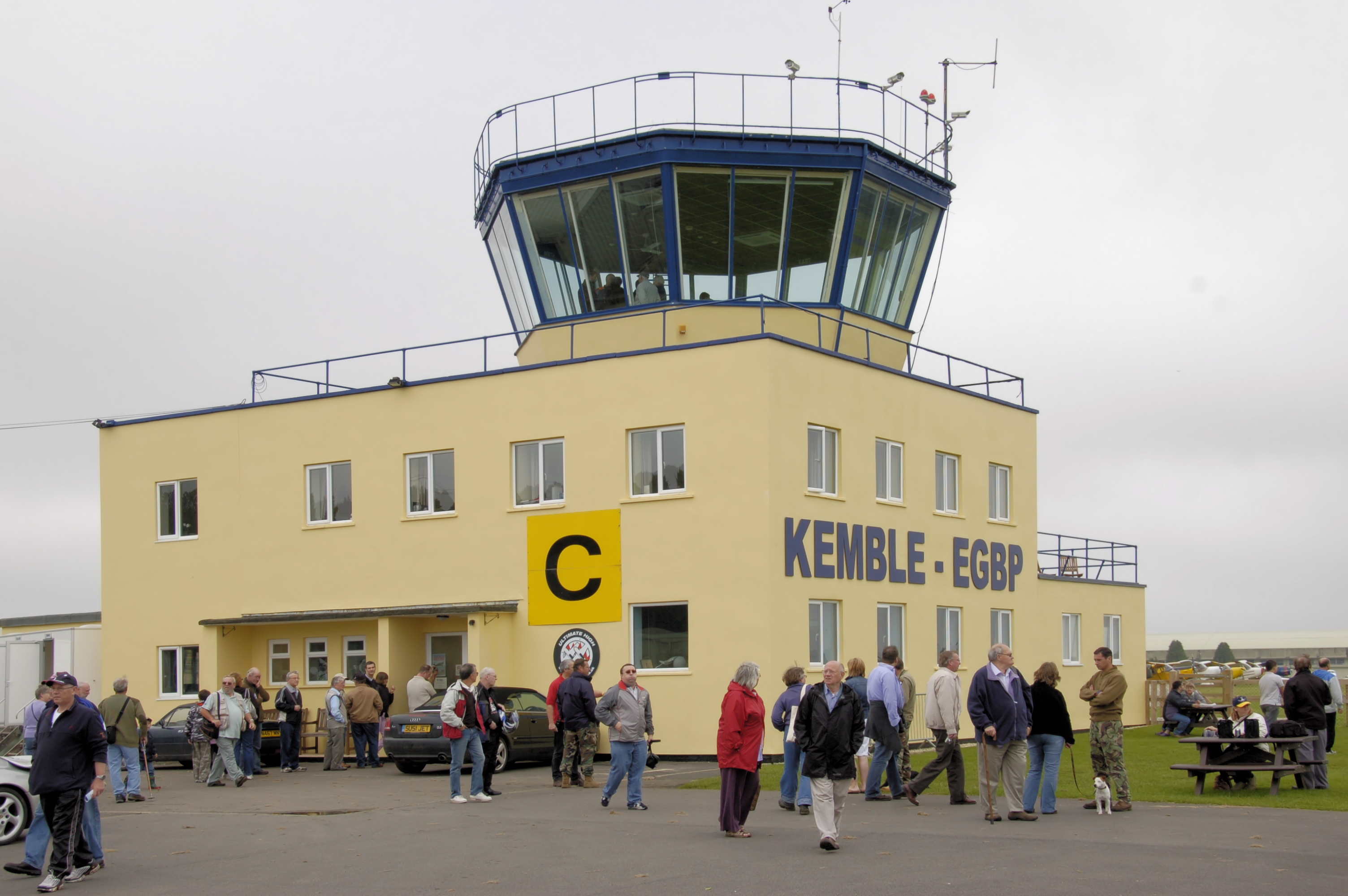
英國坎柏機場 （页面存档备份，存于）
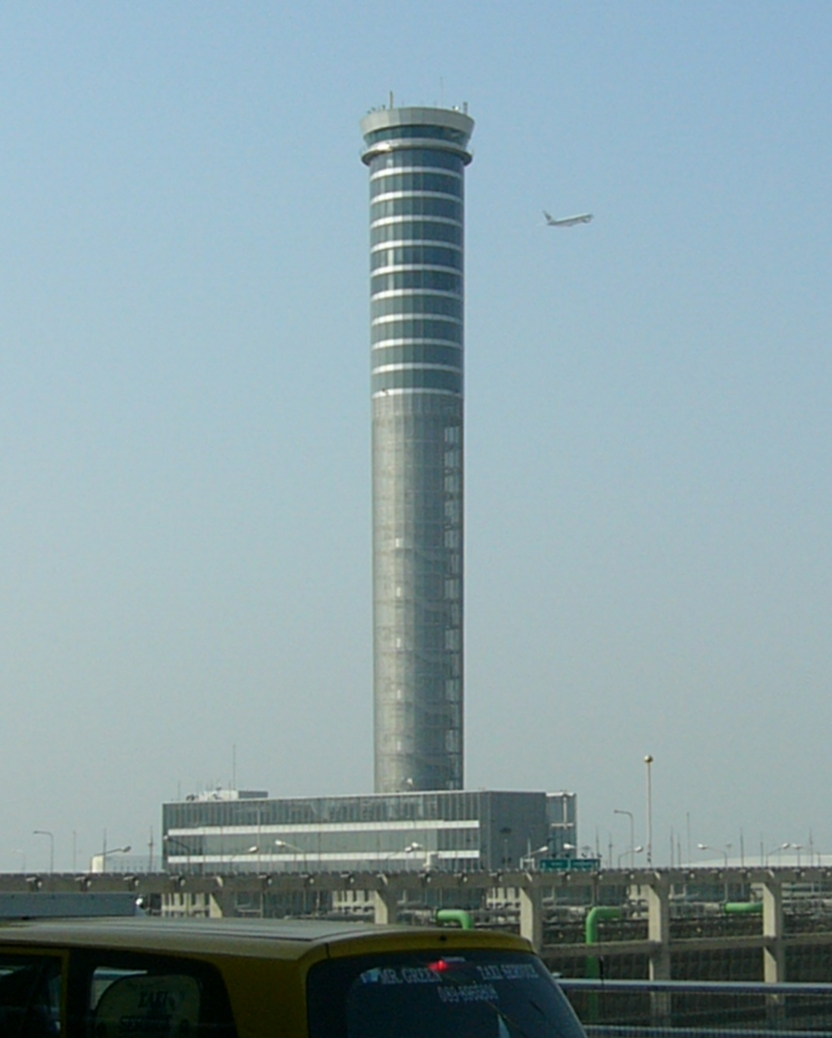
泰国曼谷素万那普机场
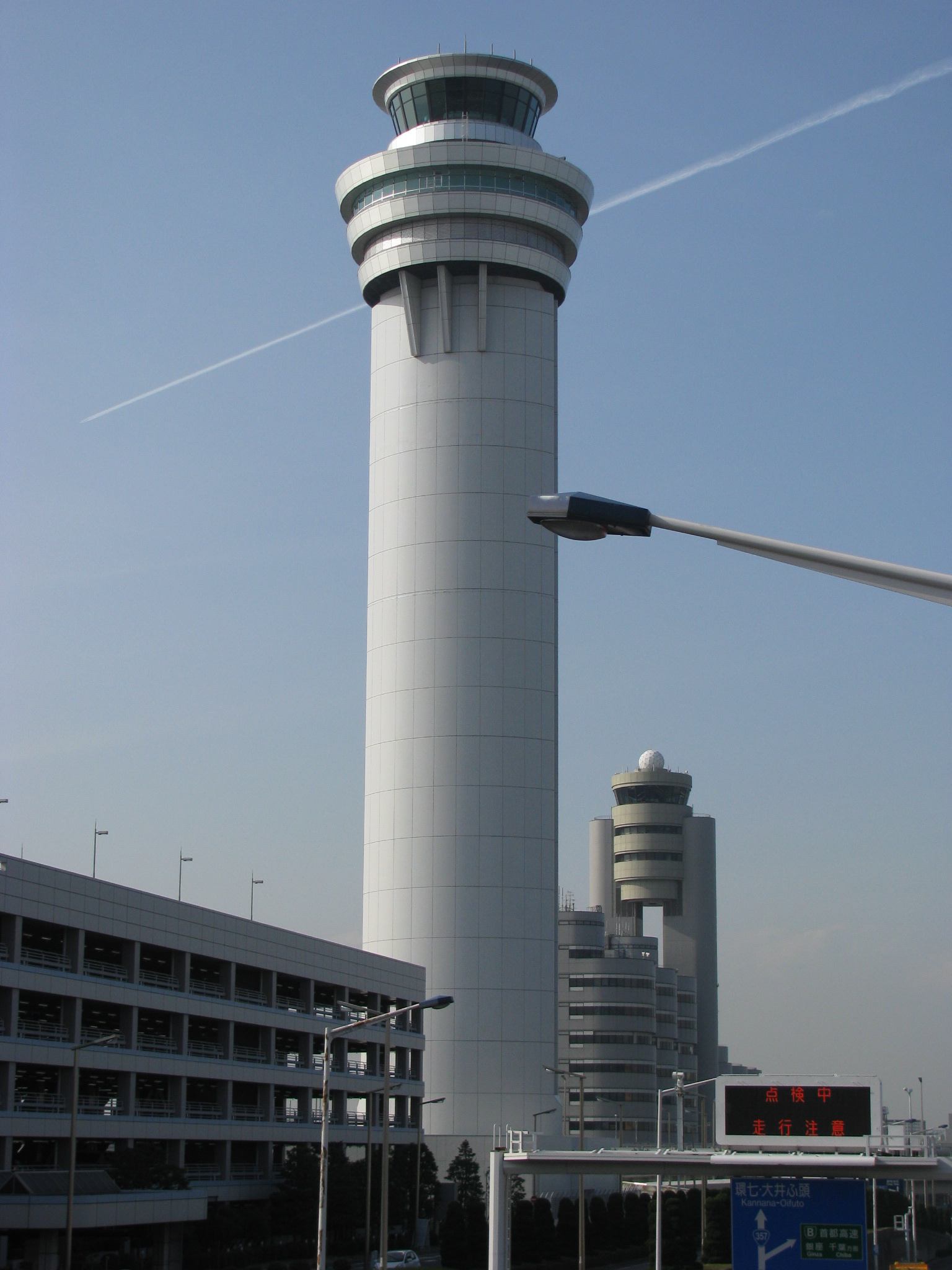
日本东京羽田国际机场新塔台
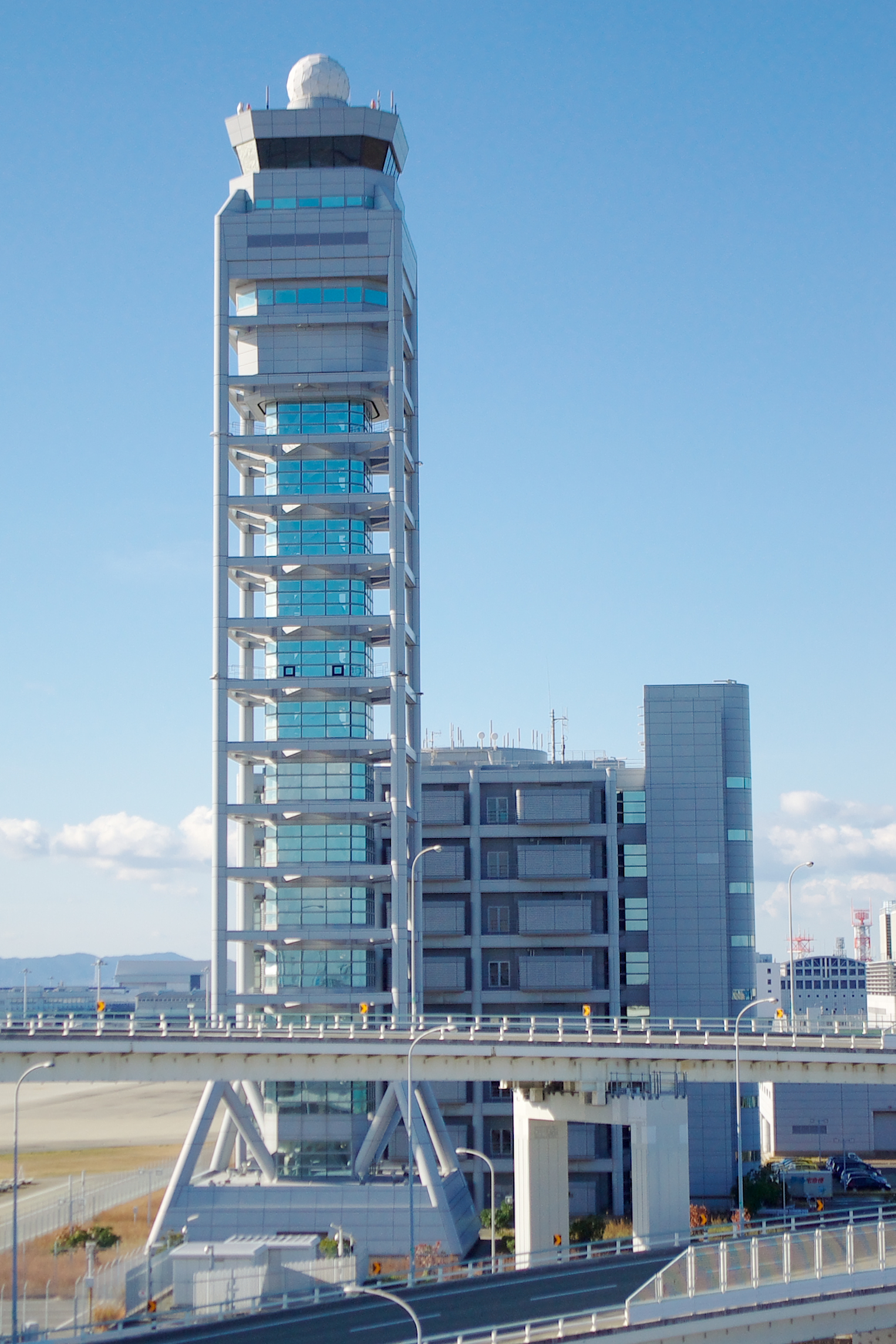
日本大阪关西国际机场塔台
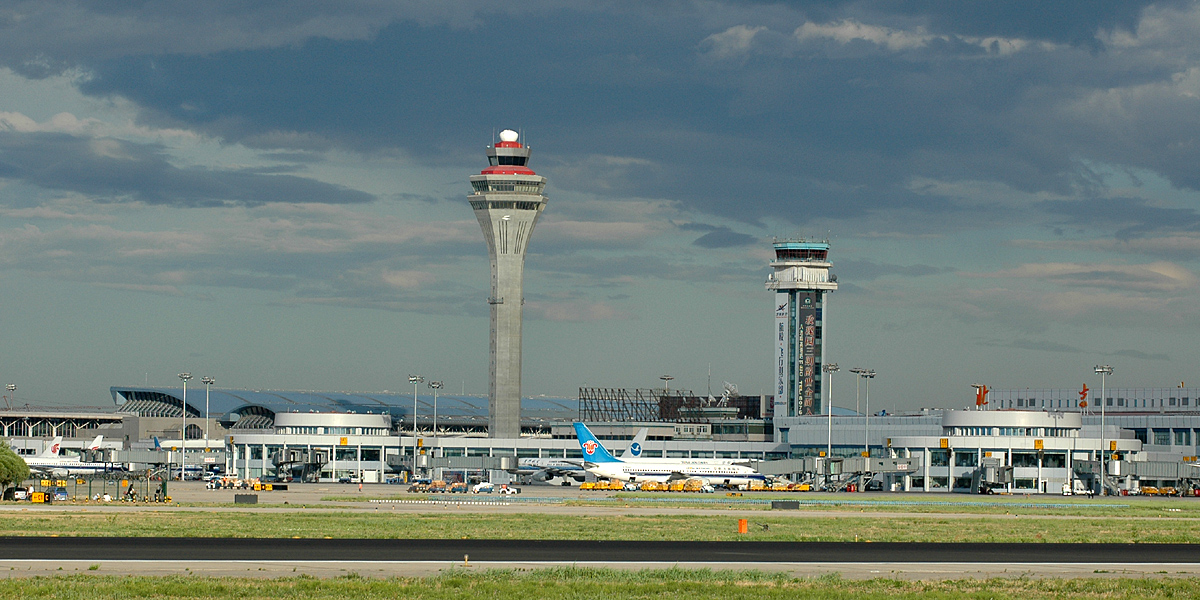
北京首都国际机场西塔台
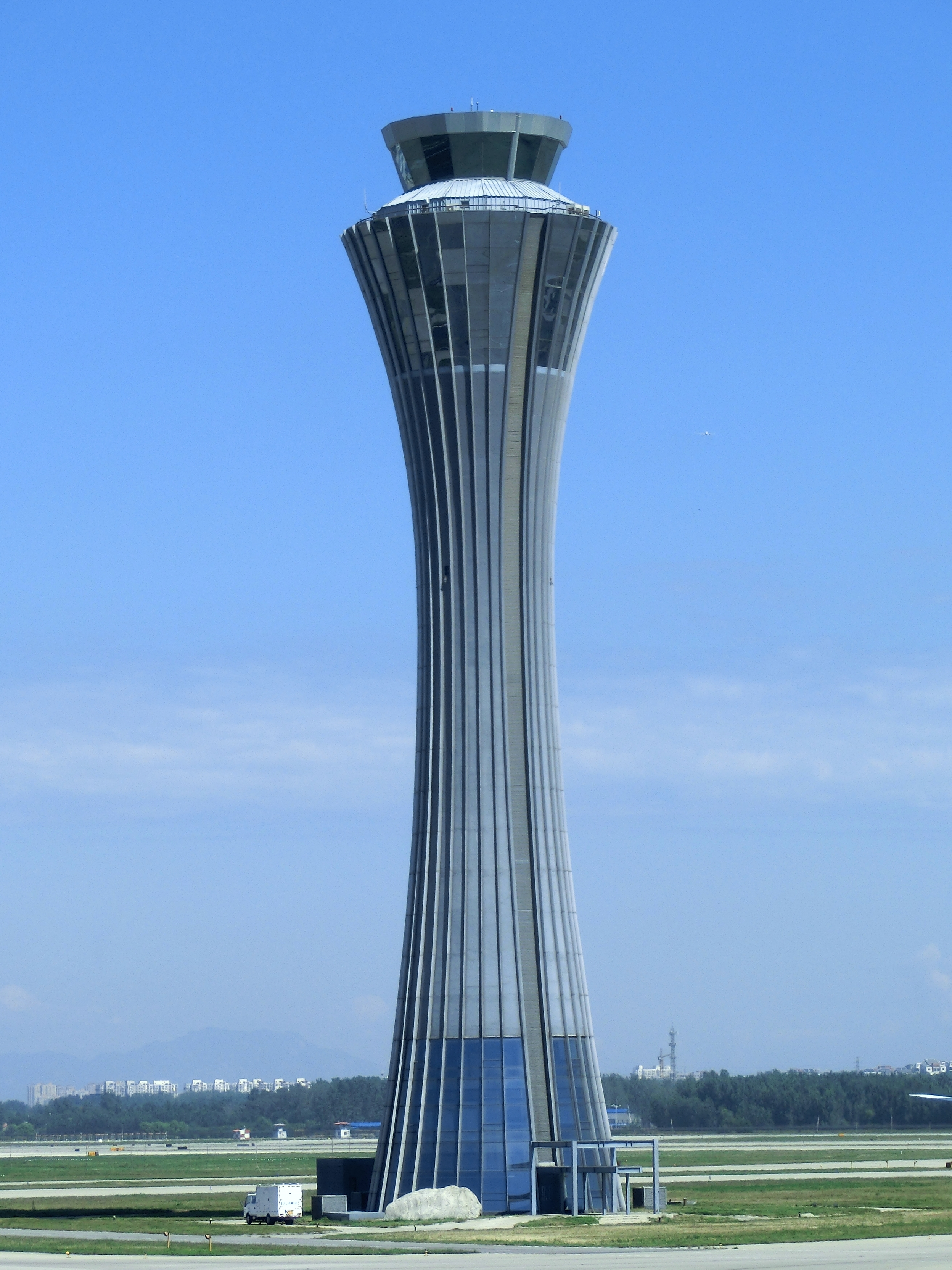
北京首都国际机场东塔台
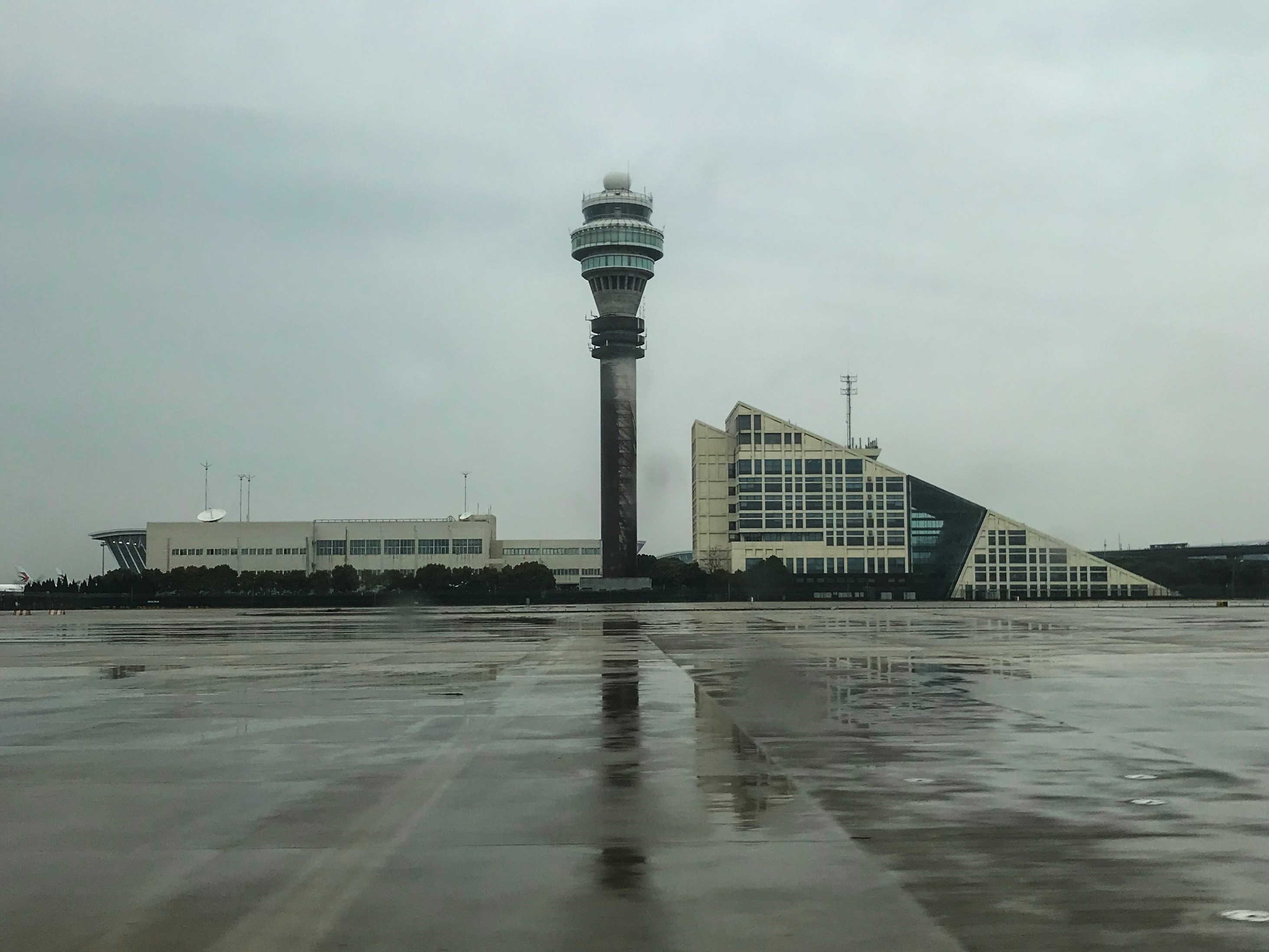
上海浦东国际机场塔台
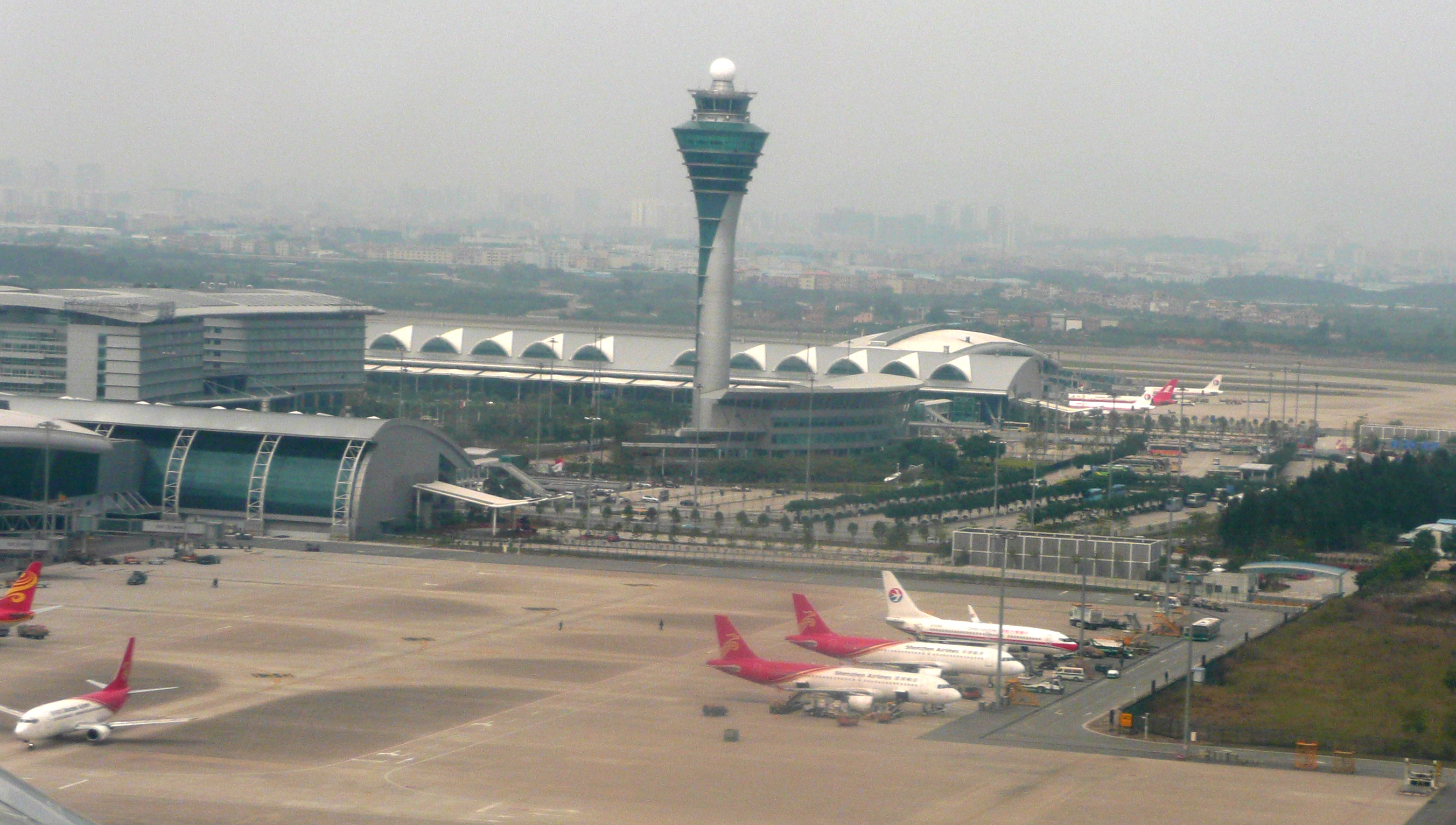
广州白云国际机场塔台
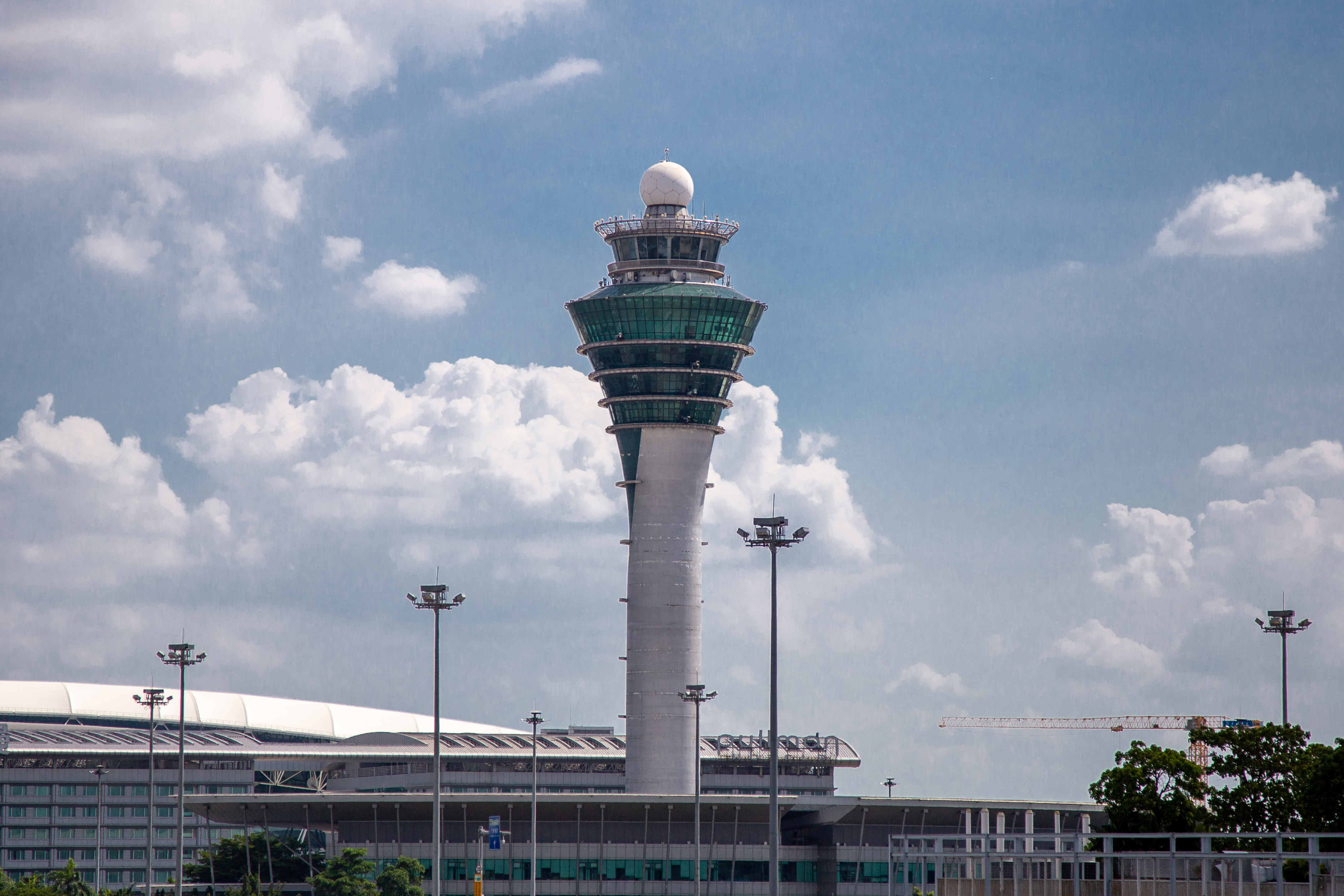
广州白云国际机场塔台
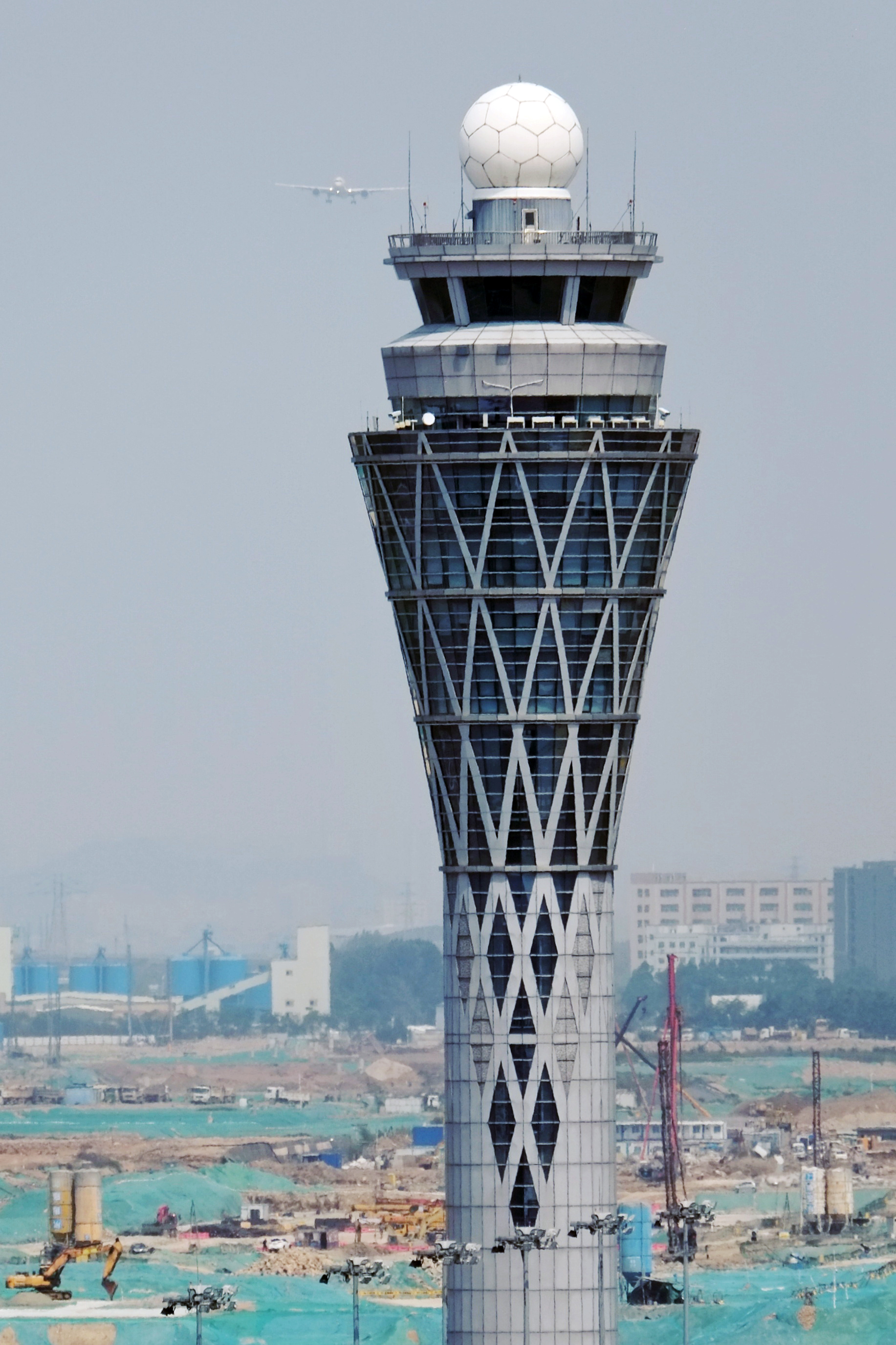
深圳宝安国际机场塔台
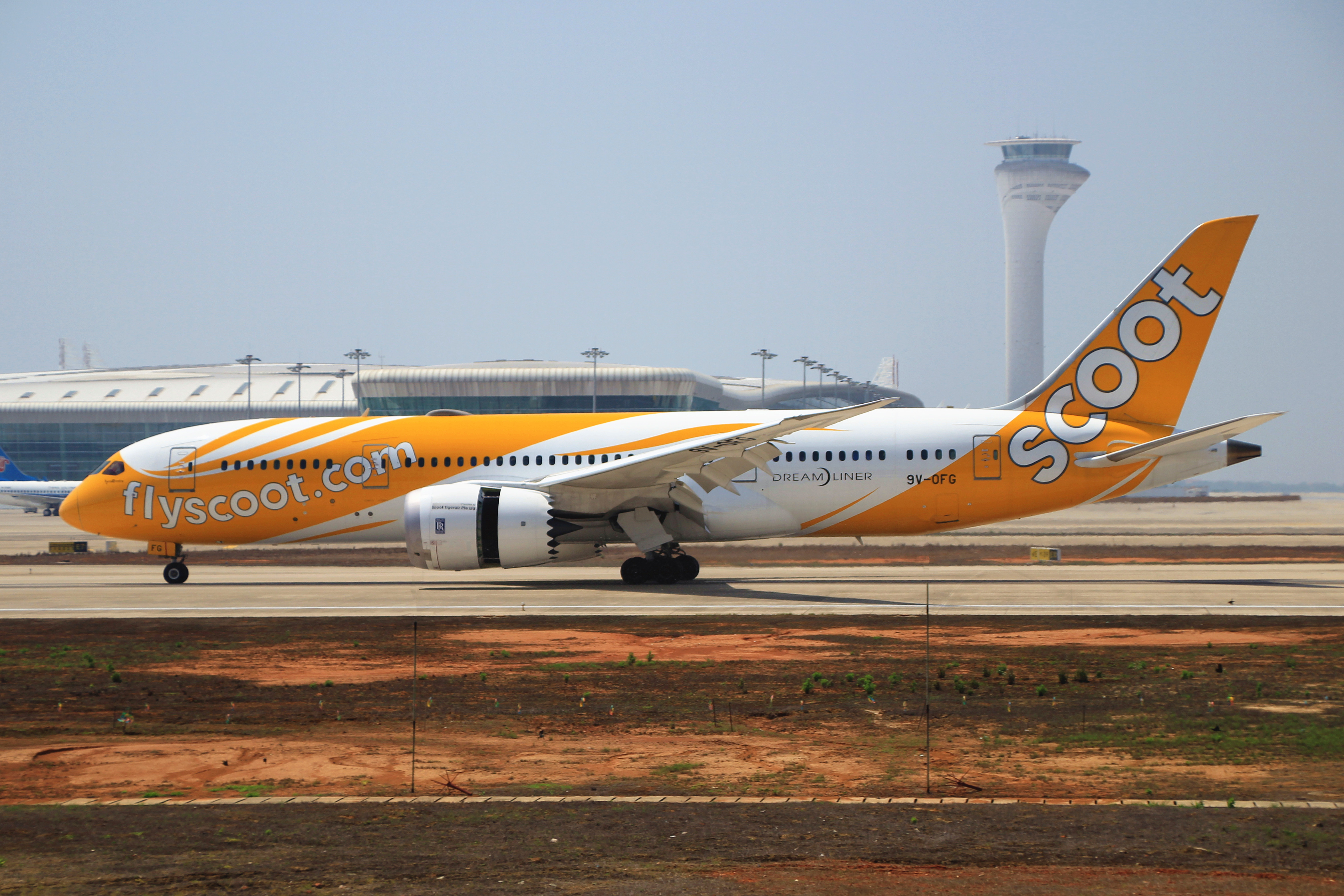
武汉天河国际机场塔台
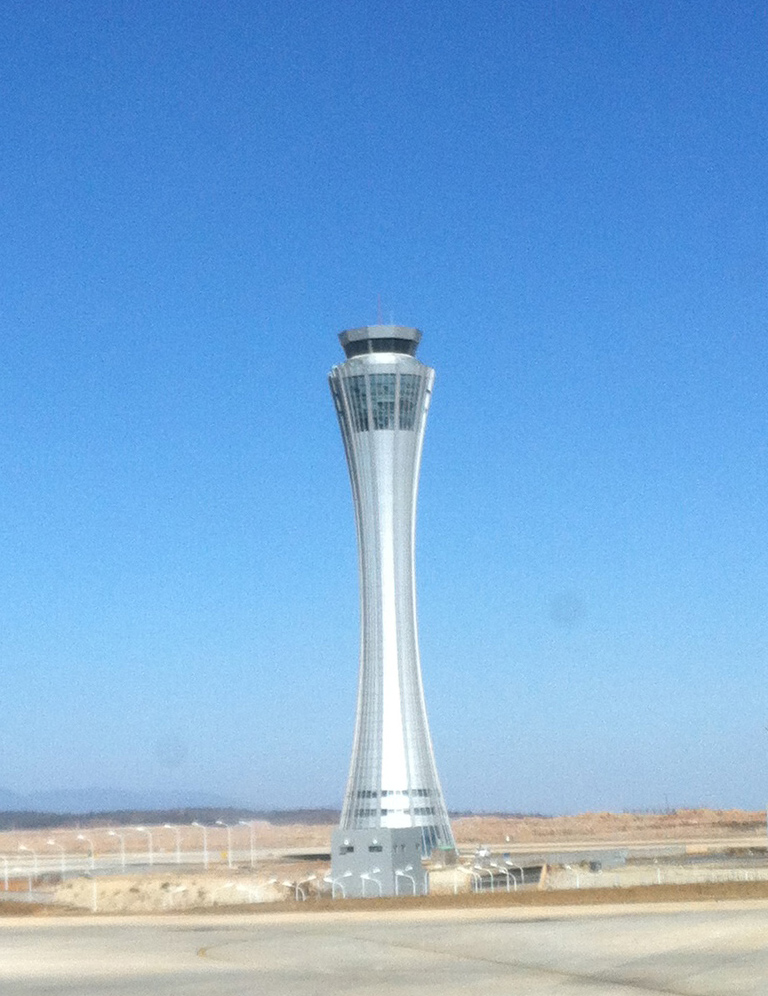
昆明长水国际机场塔台
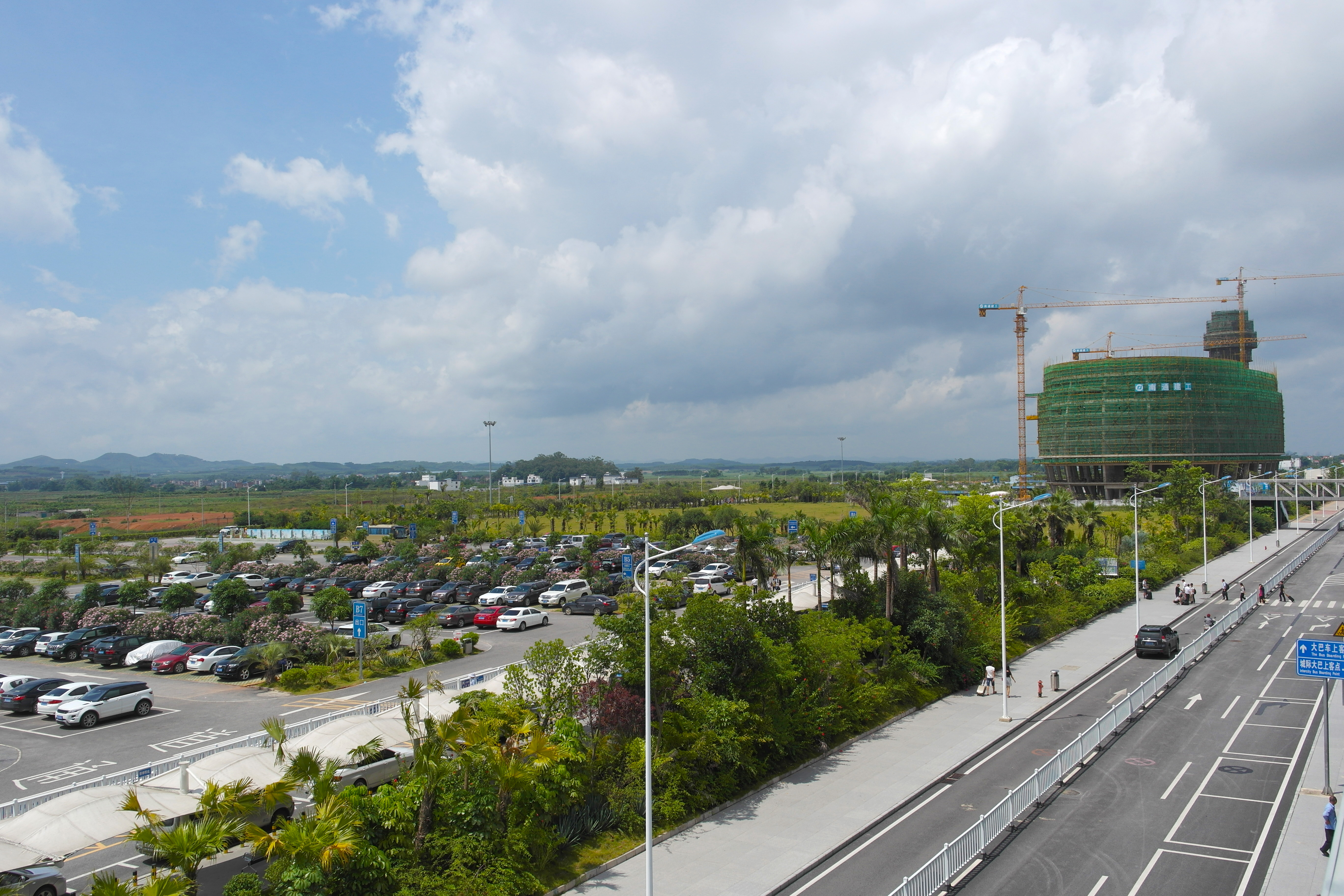
南宁吴圩国际机场塔台（在建）
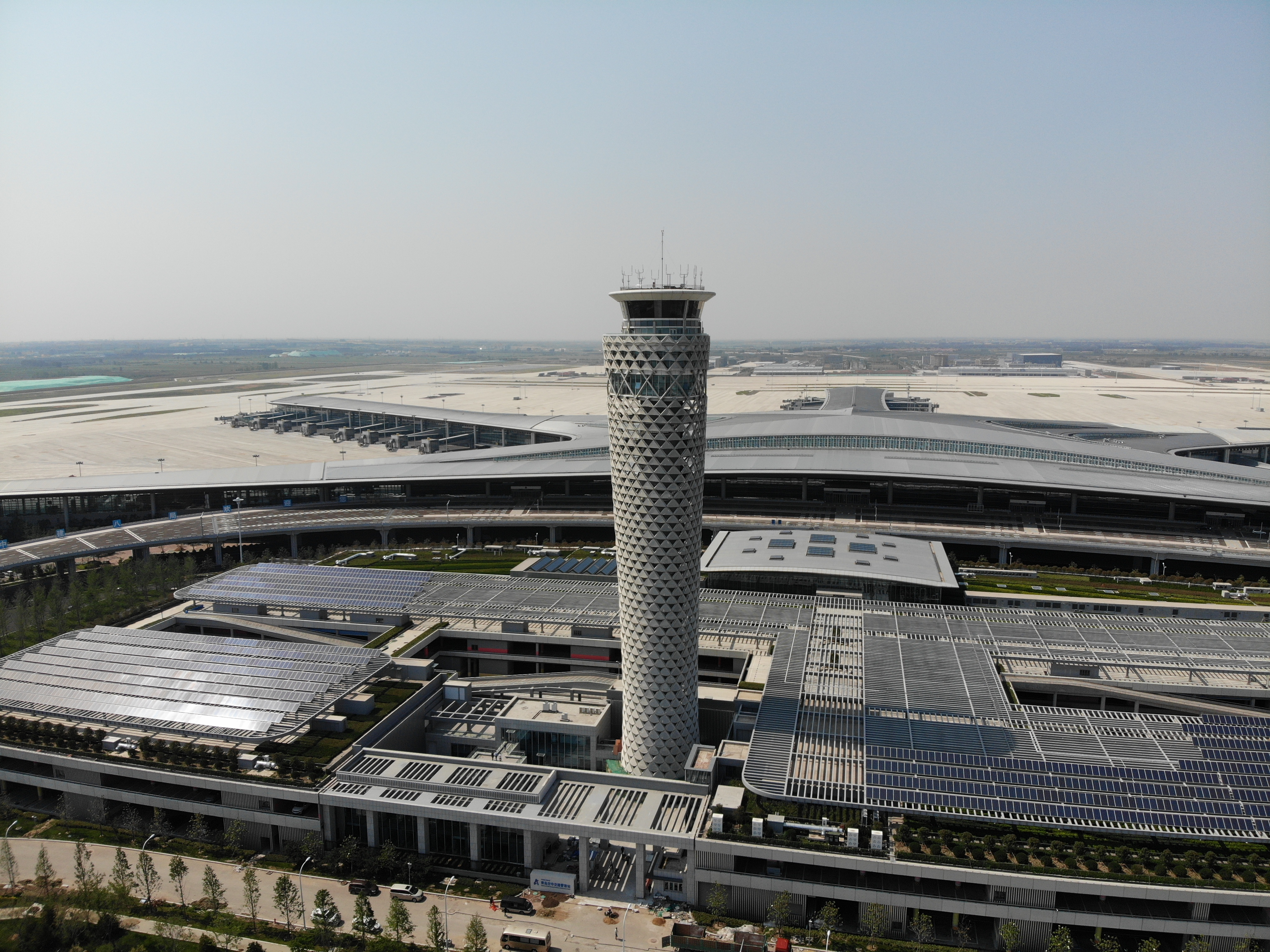
青岛胶东国际机场塔台
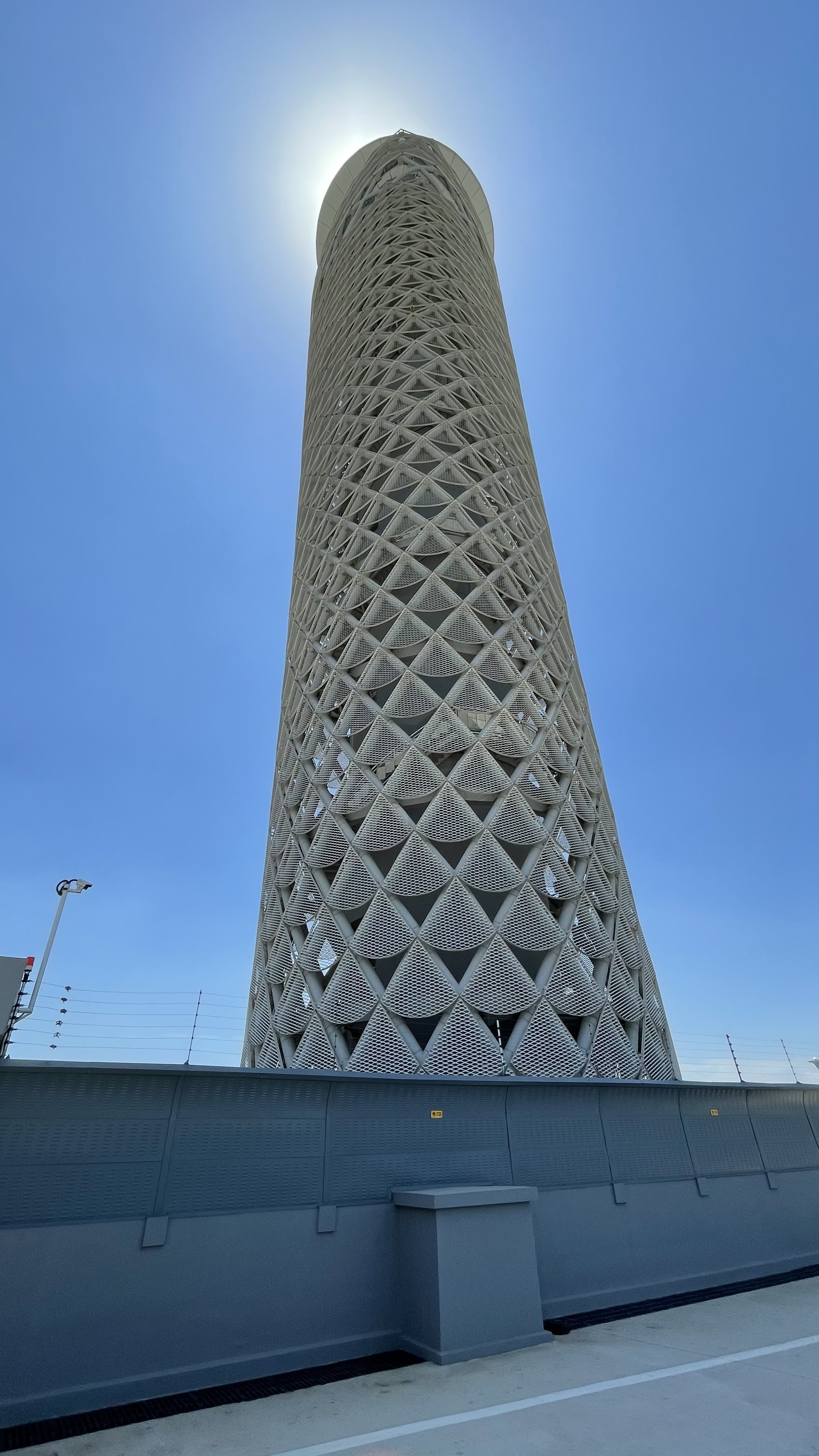
青岛胶东国际机场塔台